# Linha de Parada de Taunton

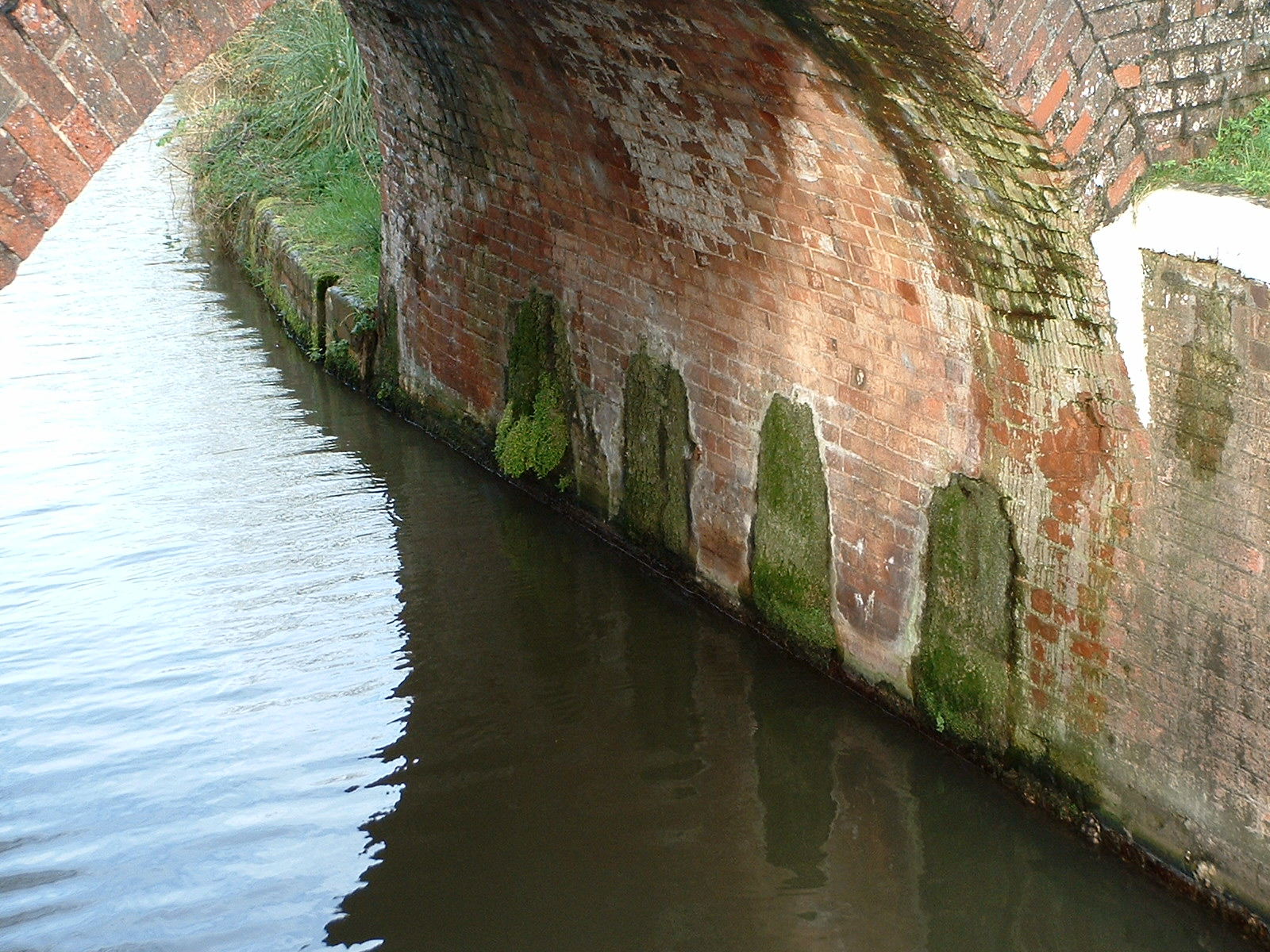
Câmaras de demolição sob uma ponte sobre o Canal Bridgwater e Taunton – mais tarde preenchido com concreto e agora parecendo maior do que era originalmente.

A Linha de Parada de Taunton (em inglês:  Taunton Stop Line) foi uma linha defensiva da Segunda Guerra Mundial no sudoeste da Inglaterra. Ela foi projetada "para impedir o avanço inimigo vindo do oeste e, em particular, um avanço rápido apoiado por veículos blindados de combate (até o tamanho de um tanque médio alemão) que possam ter rompido as defesas avançadas".

## História
A Linha de Parada de Taunton foi uma das mais de cinquenta linhas defensivas semelhantes que foram construídas em torno da Inglaterra na Segunda Guerra Mundial, todas projetadas para compartimentar o país para conter qualquer avanço até que reforços pudessem chegar. As linhas de parada usaram uma combinação de geografia e construção para fazer defesas contínuas. A mais interna e mais longa foi a Linha GHQ. Elas foram construídas como parte de um pacote de fortificações de campanha planejadas sob a liderança do General Sir Edmund Ironside, o recém-nomeado Comandante-em-Chefe das Forças Domésticas.
A Linha de Parada de Taunton corria de norte a sul por quase 50 milhas (80 km) através de Somerset, Dorset e Devon, de Seaton a Axminster até Chard ao longo do rio Axe, depois ao longo da Great Western Railway até Ilminster, da ferrovia e do Canal de Chard até Taunton, do Canal Bridgwater e Taunton até Bridgwater, e do rio Parrett até a costa perto de Highbridge. Highbridge também foi o ponto de partida para a Linha GHQ leste-oeste.
Além dos obstáculos criados por canais, rios e aterros ferroviários, no início de 1942 a linha era defendida por 309 casamatas de metralhadoras leves (normalmente para a metralhadora Bren), 61 posições de metralhadoras médias (normalmente para a metralhadora Vickers), 21 estáticas posições de armas antitanque (equipadas com canhões navais de seis libras da Primeira Guerra Mundial), juntamente com numerosos obstáculos antitanque na forma de postes de concreto, cubos e pirâmides, enquanto câmaras de carga foram cortadas em pontes prontas para demolição. Outros armamentos usados incluíam fuzil antitanque Boys e canhões móveis QF de 2 libras.
Para reforçar a linha e negar o acesso às principais rotas leste-oeste que passavam pela linha, em 1941 doze "Ilhas Defensivas" foram adicionadas à linha sob um plano elaborado pelo General Brooke, que sucedeu ao General Sir Edmund Ironside. Estes incluíam Bridgwater e Creech St Michael.
Duas divisões da Reserva das Forças Domésticas do GHQ foram originalmente designadas para tripular a linha, embora a partir do outono de 1940 a Guarda Doméstica tenha sido cada vez mais usada.
Muitas casamatas ainda podem ser vistas ao longo da linha.

## Galeria

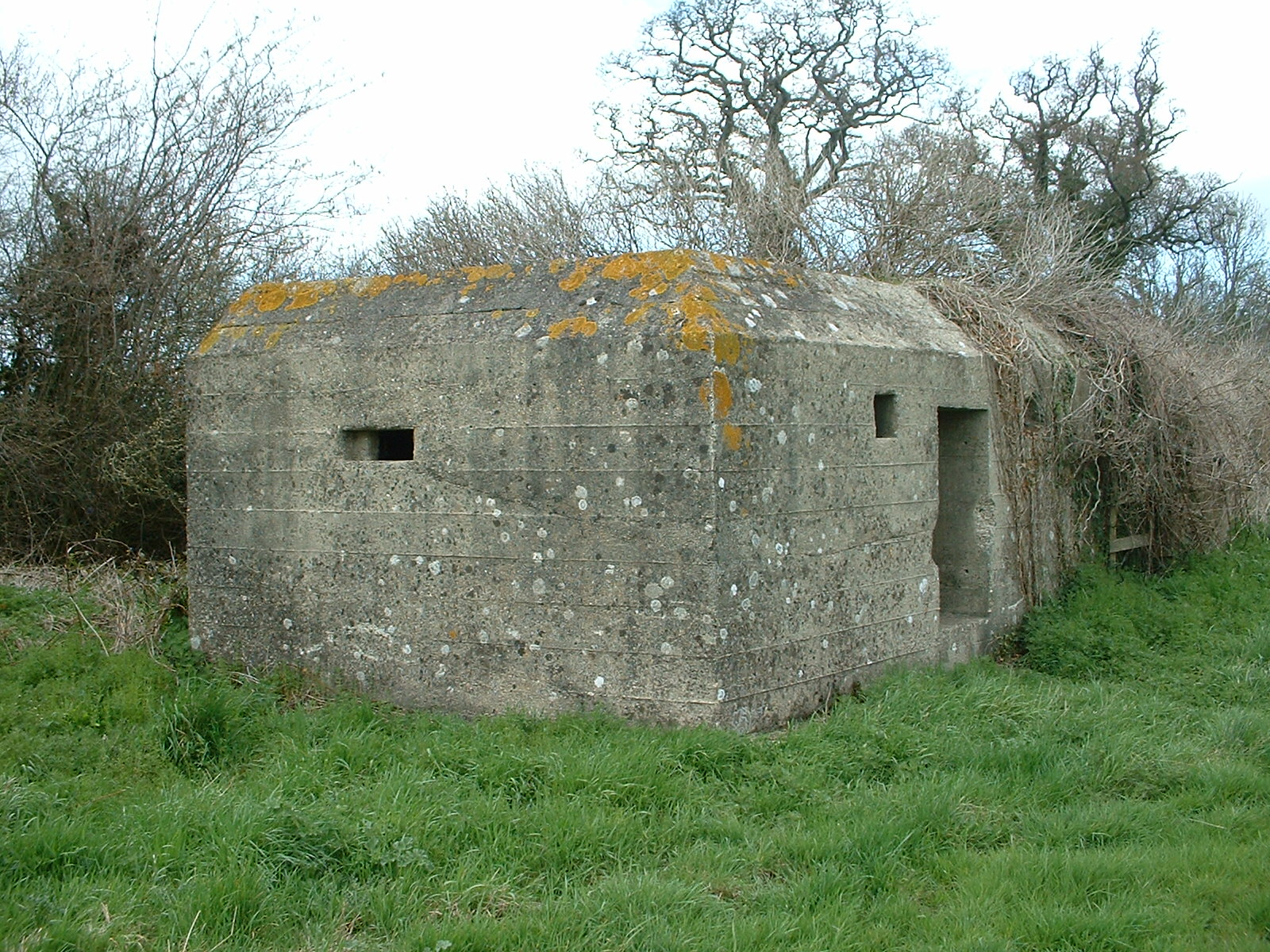
Casamata na Linha de Parada de Taunton.
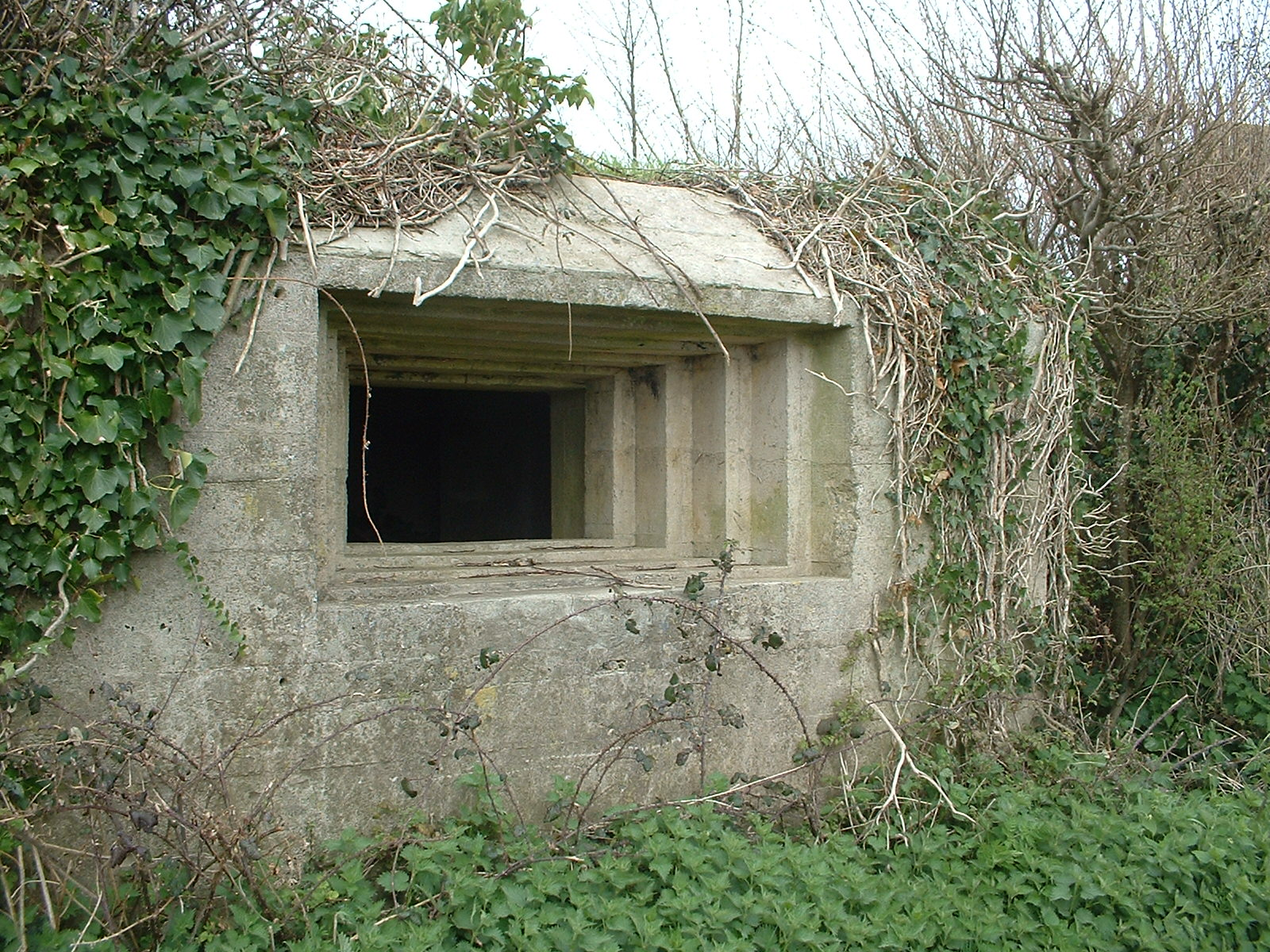
Posição de metralhadora média Vickers com canhoneira grande e escalonada. Ao longo da Linha de Parada de Taunton, eles são normalmente encontrados em pares.
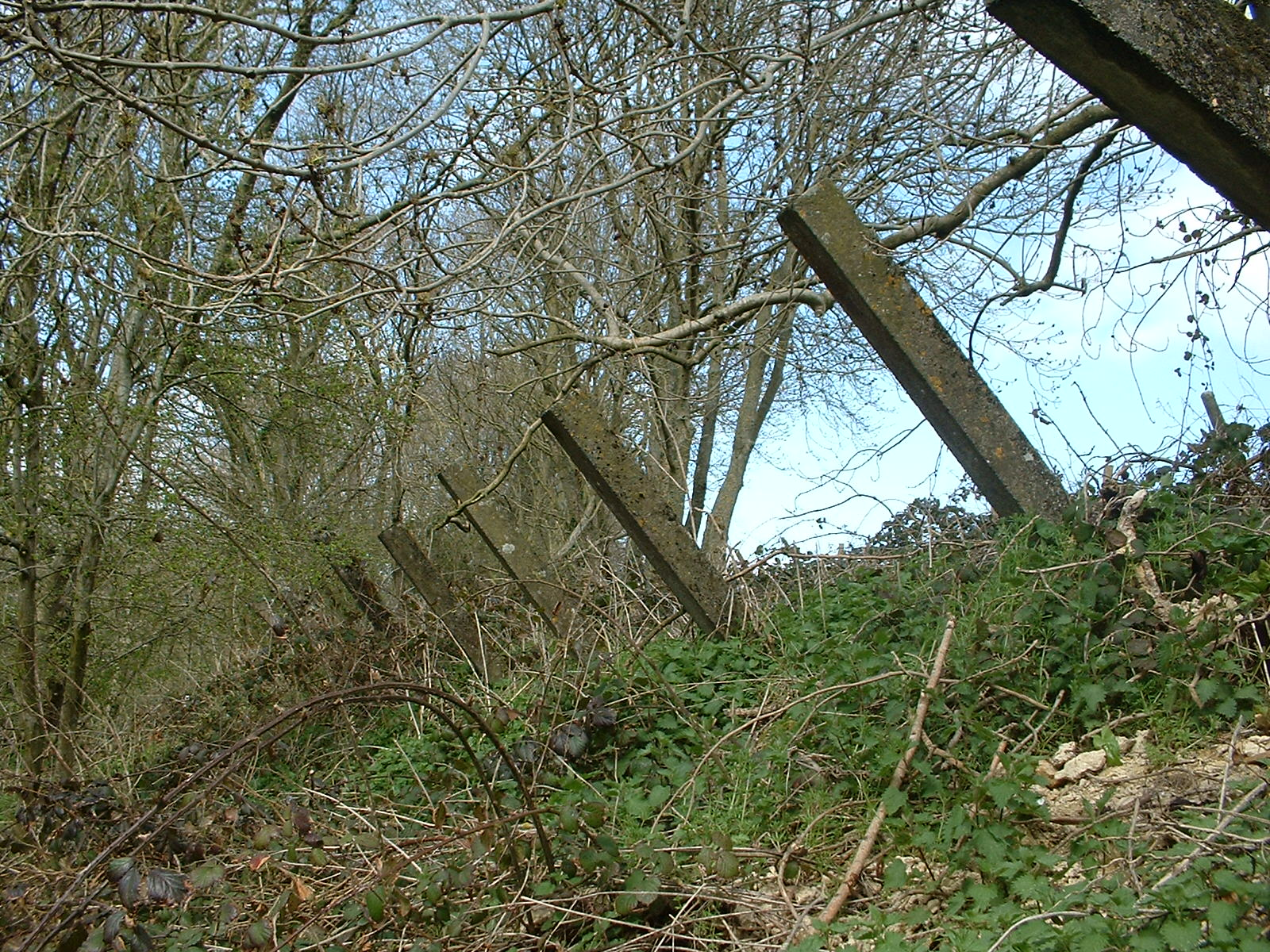
Postos antitanque, cada um com cerca de 8 polegadas (20cm) quadrados e projetando-se cerca de 6 pés (1,8m), feitos de concreto armado, no topo do lado leste de um corte ferroviário íngreme. O objetivo deles era impedir que os tanques inimigos subissem pela encosta íngreme do corte.
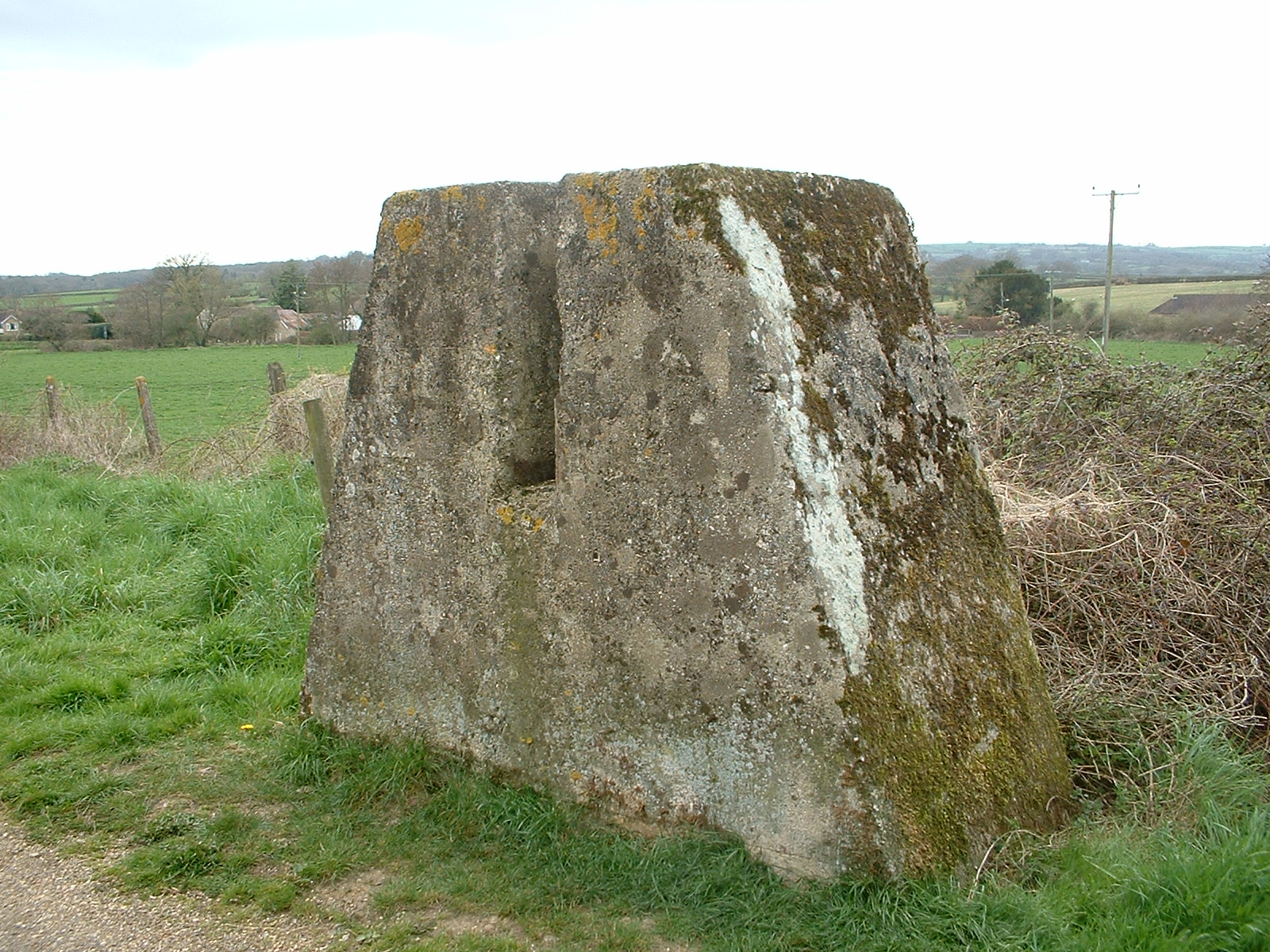
Um de dois blocos que permitiram que a linha férrea fosse bloqueada rapidamente com a inserção de uma barreira, como um trecho de trilho. O bloco ferroviário tinha como objetivo impedir que veículos sobre lagartas inimigos viajassem ao longo da rota ferroviária. A massa de concreto fica sobre uma fundação e tem cerca de 1,5 m de altura.